# Erich Frey

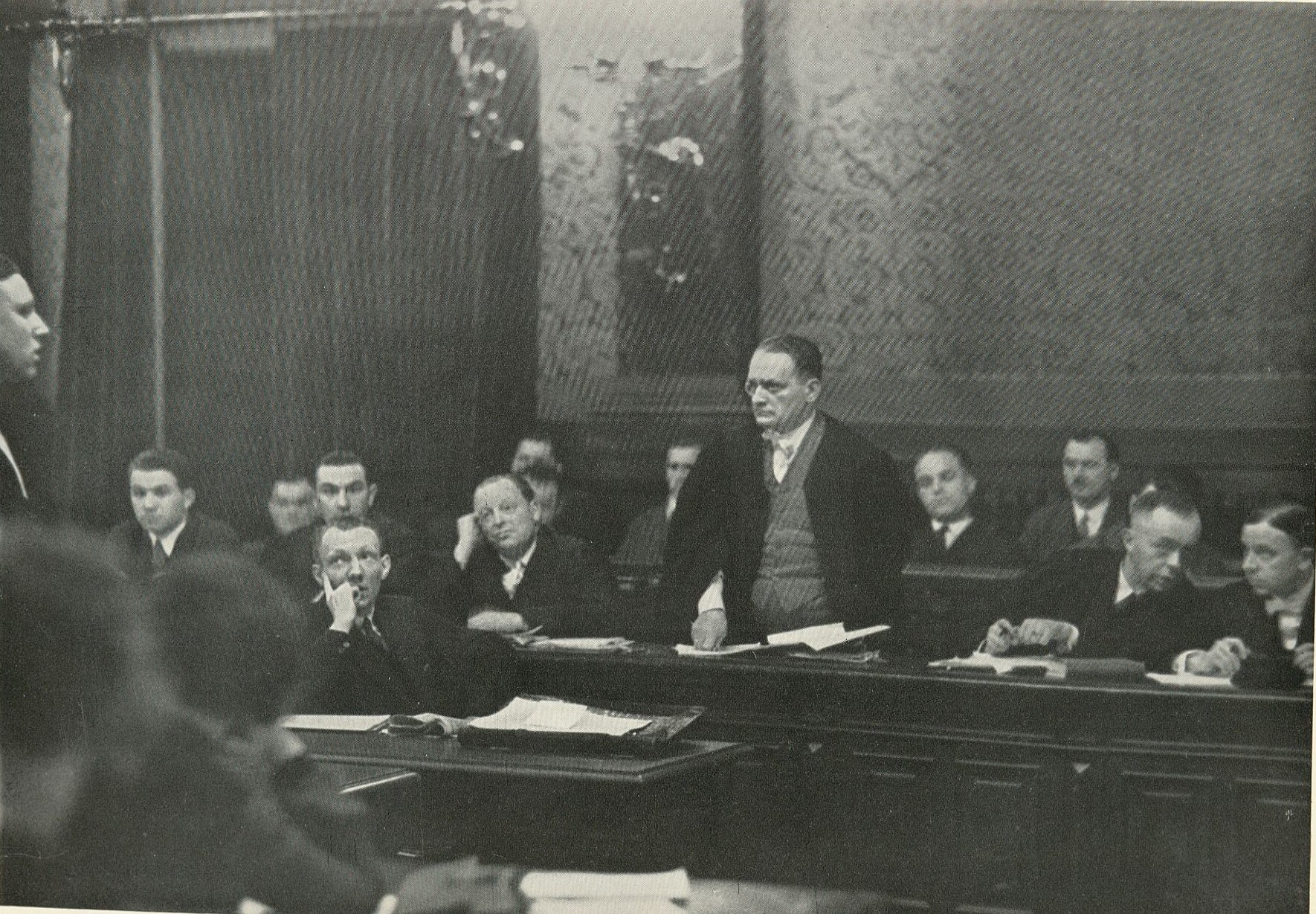
Frey als Anwalt beim „Immertreu-Prozess“ 1929, verstecktes Foto von Erich Salomon.

Erich Maximilian Frey (geboren 16. Oktober 1882 in Breslau; gestorben 30. März 1964 in Santiago de Chile) war ein deutsch-chilenischer Rechtsanwalt und Dramatiker.

## Leben
Erich Frey war ein Sohn des Kaufmanns Siegfried Frey und der Anna Kosterlitz. Das Paar zog im Jahr darauf nach Berlin, wo Frey aufwuchs. Er studierte Rechtswissenschaften an den Universitäten Lausanne, München und Berlin. 1906 wurde er in Heidelberg zum Dr. jur., 1908 in Berlin zum Dr. phil. promoviert. Er ließ sich 1911 in Berlin als Rechtsanwalt nieder. 1914 heiratete er Marie-Charlotte Wetzel (* 1888, Charlottenburg). Im Ersten Weltkrieg diente Frey als kriegsfreiwilliger Offizier in der 1. Marinedivision in Flandern.
Ab 1920 bis zu seiner Emigration 1933 trat er in zahlreichen so genannten Sensationsprozessen auf. So erwirkte Frey 1928 für den wegen seiner Beteiligung an der Steglitzer Schülertragödie angeklagten Primaner Paul Krantz einen Freispruch. Außerdem verteidigte er die Serienmörder Carl Großmann und Friedrich Schumann. Entgegen allen Erwartungen erwirkte er eine erstaunlich niedrige Strafe von einem Monat Gefängnis mit Bewährung für Deutschlands erste Nackttänzerin Lola Bach. Der wegen Körperverletzung angeklagten Leitung des Ringvereins „Immertreu“ verhalf er zu Freispruch und geringen Gefängnisstrafen.
Erich Frey betrieb seine Kanzlei am Potsdamer Platz im Haus Bellevuestraße 21/22, direkt über dem Café Josty.
Im Jahr 1932 wurde am Berliner Theater am Schiffbauerdamm Freys Schauspiel in 5 Akten Meineid aufgeführt. Regie führte Bernd Hofmann, die Hauptrolle spielte Heinrich Heilinger.
Wegen seiner jüdischen Abstammung floh er am 20. Oktober 1933 erst nach Paris und ging 1939 nach Chile. Dort lebte er bis zu seinem Tod. Er wirkte als Universitätsprofessor, schrieb Theaterstücke und arbeitete für einen deutschsprachigen Rundfunksender. Im Jahr 1959 veröffentlichte er im Verlag Blüchert in Hamburg seine seither mehrfach aufgelegte Autobiografie Ich beantrage Freispruch. Aus den Erinnerungen des Strafverteidigers Dr. Dr. Erich Frey.

## Veröffentlichungen (Auswahl)
- Strike und Strafrecht, Diss. Univ. Heidelberg 1906.
- Ich beantrage Freispruch. Aus den Erinnerungen des Strafverteidigers Erich Frey. Blüchert Hamburg 1959.